# 代替集合論
代替集合論（だいたいしゅうごうろん）とは、広義には、集合概念に対して代替的なアプローチを採用した集合論をあらわす総称である。具体的には、現在の事実上の標準的集合論といえる、ツェルメロ＝フレンケル集合論の公理を採用した公理的集合論とは異なる数学的アプローチを採用した集合論がそう呼ばれる。
より狭義には、Alternative Set Theory（AST）という語で、ペトル・ヴォピェンカと彼の学生たちによって1970年代と1980年代に開発された特定の集合論を指すこともある。

## ヴォピェンカの代替集合論
ヴォピェンカの代替集合論は、半集合論のアイデアを基礎とし、さらに大幅な変更を導入したものである。例えば、全ての集合は「形式的に」有限であり、これはAST(代替集合論)内の集合が集合公式に対する数学的帰納法を満たすことを意味する（より正確には、集合に関連した公理のみからなるASTの部分は、無限公理がその否定に置き換えられたツェルメロ＝フレンケル集合論と同等である）。しかし、これらの集合の中には、集合ではない部分集合を含むものもあり、カントール（ZF）有限集合とは異なるため、ASTでは無限集合と呼ばれる。

## 他の代替集合論
代替的な集合論には次のようなものがある:
- フォン・ノイマン＝ベルナイス＝ゲーデル集合論

- モース・ケリー集合論
- タルスキ・グローセンディーク集合論
- アッカーマン集合論
- 型理論
- 新基礎集合論
- 肯定的集合論
- 内部集合論
- 素朴集合論
- S（集合論）
- クリプケ・プラテック集合論
- スコット・ポッター集合論
- 構成的集合論